# Bund Freier Demokraten
Der Bund Freier Demokraten (BFD) war ein Wahlbündnis liberaler Parteien in der DDR, welches am 12. Februar 1990 im Vorfeld der ersten freien Volkskammerwahl zwischen der ehemaligen Blockpartei Liberal-Demokratische Partei Deutschlands (LDP) sowie den in der Wendezeit gegründeten Parteien Deutsche Forumpartei (DFP) und F.D.P. der DDR geschlossen wurde.

## Geschichte
Der BFD erhoffte sich, ähnlich wie die Allianz für Deutschland (AFD), durch eine Bündelung der bürgerlich-liberalen Kräfte bessere Chancen bei der anstehenden Volkskammerwahl. Im Gegensatz zur AFD traten die im BFD zusammengeschlossenen Parteien nicht einzeln, sondern mit einer gemeinsamen Liste zur Wahl an. Während des Wahlkampfes wurde der BFD von der westdeutschen F.D.P. unterstützt.
Am Wahltag (18. März 1990) erreichte der BFD ein Ergebnis von 5,3 % und erhielt insgesamt 21 Parlamentssitze. Weitaus am besten schnitt der BFD mit 10,0 % im Bezirk Halle ab, der Heimat des amtierenden westdeutschen Bundesaußenministers Hans-Dietrich Genscher. In der Volkskammer bildeten die Abgeordneten des BFD gemeinsam mit den beiden Vertretern der National-Demokratischen Partei Deutschlands (NDPD) die Fraktion Die Liberalen und beteiligten sich an der letzten DDR-Regierung unter Lothar de Maizière. Der BFD stellte mit Manfred Preiß und Axel Viehweger zwei Minister, die auch nach der Aufkündigung der Koalition durch den BFD am 24. Juli 1990 weiter im Amt blieben.
Am 27. März 1990 ließen die ehemaligen Blockparteien LDP und NDPD ihre bisherigen Namen hinter sich und fusionierten zur Partei Bund Freier Demokraten. Parteivorsitzender des BFD war der bisherige LDP-Vorsitzende Rainer Ortleb, der bisherige NDPD-Vorsitzende Wolfgang Rauls wurde sein Stellvertreter. Die DFP und die F.D.P. der DDR existierten vorerst als eigenständige Parteien weiter. Am 11. August 1990 fand auf dem Vereinigungsparteitag in Hannover der Zusammenschluss von BFD, DFP und F.D.P. der DDR mit den West-Liberalen zur gesamtdeutschen F.D.P. statt.
Nach der deutschen Wiedervereinigung waren die Ost-Liberalen durch Rainer Ortleb in der Bundesregierung vertreten.